# Flo Gennaro
Flo Gennaro (Argentina, 9 gennaio 1991) è una modella argentina.

## Carriera
Nel 2007 firma con la Supreme Management. A febbraio debutta nelle sfilate autunnali di Marni a Milano. A settembre sfila per la collezione primaverile di Jil Sander in esclusiva. Il mese successivo seguono gli show di Akris, Louis Vuitton e Nina Ricci a Parigi.
Nel 2008 viene fotografata da Emma Summerton per Topshop, insieme alle colleghe Iekeliene Stange e Egle Tvirbutaite. A febbraio apre le sfilate autunnali di Adam Lippes e Issey Miyake a New York e Parigi; nello stesso mese sfila per Marni, Hermès, John Galliano, Lanvin e Louis Vuitton. A marzo compare in un editoriale della rivista italiana Amica. Ad agosto appare sulla copertina di QVEST, fotografata da Tung Walsh.
Nel 2009 chiude gli show autunnali di Tracy Reese a New York e sfila per Christian Dior. A maggio appare in un editoriale della versione britannica di Elle, fotografata da Jan Welters. Ad agosto tocca alla versione italiana della rivista, questa volta fotografata da Michael Sanders. Il mese successivo compare in editoriale di Flair (Italia).

## Copertine
Germania: Qvest - agosto/settembre 2008

## Agenzie
- Supreme Management
- Why Not Model Agency
- Select Model Management
- Hype Management